# Dvobarvna dišavka
Dvobarvna dišavka (znanstveno ime Osmia bicolor) je vrsta samotarskih divjih čebel, ki je razširjena v Evropi in zahodni Aziji.

## Opis
Samice dosežejo telesno dolžino do 12 mm. Glava in oprsje sta črne barve, zadek pa je poraščen z živo rdečkastimi dlačicami. Pri samcih je rdečkasta barva zadka manj kričeča. Spomladi so ene prvih čebel, ki se pojavijo v naravi, saj lahko letajo že februarja. Prvi se pojavijo samci, ki jim po nekaj tednih sledijo samice. Kmalu zatem se čebele parijo, po parjenju pa začnejo pripravljati gnezda za nov zarod. Gnezdo si ta vrsta naredi v praznih polžjih hišicah. Stene celic izdela iz zgrizenega listja, nato pa vhod zakrije z borovimi iglicami ali podobnim rastlinskim materialom. V Sloveniji je dvobarvna dišavka dejavna od marca do junija v eni generaciji.